# Morales (Guanajuato)
Morales es una localidad del estado mexicano de Guanajuato. Es parte del municipio de Comonfort.

## Demografía
| Gráfica de evolución demográfica |
|                                  |

| Censo | Población |
| ----- | --------- |
| 1910  | 57        |
| 1921  | 252       |
| 1930  | 330       |
| 1940  | 283       |
| 1950  | 394       |
| 1960  | 496       |
| 1970  | 536       |
| 1980  | 728       |
| 1990  | 1 141     |
| 2000  | 1 424     |
| 2010  | 1 535     |
| 2020  | 1 489     |